# Milà-Sanremo 1914

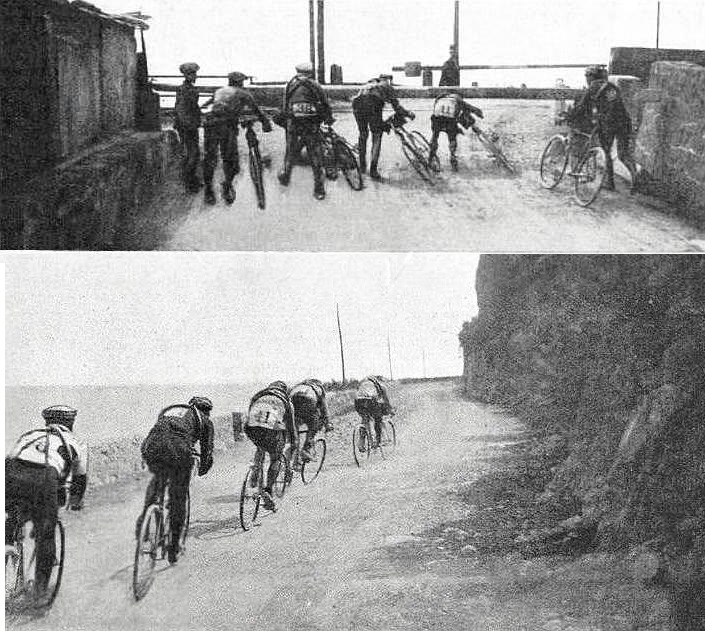
Imatges de la cursa italiana.

La Milà-Sanremo 1914 fou la 8a edició de la Milà-Sanremo. La cursa es disputà el 5 d'abril de 1914, sent el vencedor final l'italià Ugo Agostoni, que s'imposà a l'esprint a Carlo Galetti i Charles Crupelandt.
72 ciclistes hi van prendre part, acabant la cursa 42 d'ells.

## Classificació final
|    | Ciclista            | Equip          | Temps       |
| -- | ------------------- | -------------- | ----------- |
| 1  | Ugo Agostoni        | Bianchi        | 10h 32' 32" |
| 2  | Carlo Galetti       | Bianchi        | m. t.       |
| 3  | Charles Crupelandt  | La Française   | m. t.       |
| 4  | Jean Alavoine       | Peugeot-Wolber | m. t.       |
| 5  | Giuseppe Santha     | Ganna          | m. t.       |
| 6  | Luigi Ganna         | Ganna          | m. t.       |
| 7  | Luigi Lucotti       | Maino-Dunlop   | m. t.       |
| 8  | Vincenzo Borgarello | Atala          | m. t.       |
| 9  | Donald Kirkham      | -              | m. t.       |
| 10 | Alfonso Calzolari   | Stucchi        | m. t.       |